# Scotophaeus blackwalli
Scotophaeus blackwalli, також відомий як павук-миша — вид павуків, що належить до родини Гнафозиди.

## Опис
Дорослі самці цих павуків сягають 9 мм в довжину і досягають зрілості на початку літа, а самки сягають 12 мм в довжину, і їх можна зустріти навіть восени.   
Карапакс темно-коричневий, а черевце коричнево-сіре з волосками, що нагадує тіло миші, звідси назва «павук-миша». Ноги коричневі з густим пушком. У самця на дорсальній частині черевця є невелика лусочка .

## Поширення і середовище проживання
Scotophaeus blackwalli походить з Європи, Кавказу, Туреччини та Ірану. Він був завезений до Північної Америки, Перу та Гаваїв. Його зазвичай можна знайти близько до та всередині будинків у Великій Британії, як правило, восени, а також під корою та в отворах у стінах у теплих частинах Європи. Полює вночі.

## Підвиди
- Scotophaeus blackwalli isabellinus (Simon, 1873) — Корсика, Італія, Хорватія
- Scotophaeus blackwalli politus (Simon, 1878) — Франція

## Зовнішні посилання
- Scotophaeus blackwalli, схема запису павука та косарика